# Петко Милетић
Петко Милетић (Колашин, 7. март 1897 — 27. јануар 1943) био је политичар и револуционар, члан Политбироа Централног комитета Комунистичке партије Југославије. Припадао је радикалном левом крилу КПЈ, тзв. „Петковци”, након чега је искључен из КПЈ, а страдао је у Стаљиновим чисткама.

## Биографија
Рођен је 7. марта 1897. године у Ровцима код Колашина. Отац и најближи рођаци су му погинули у Мојковачкој бици. У основној школи био је велики присталица комита. После завршетка основне школе, као један од најбољих ђака, био је стипендиста Владе Краљевине Црне Горе у Мађарској, где је учио столарски занат.
По завршетку Првог светског рата отишао је у Печуј, а затим у Будимпешту. Након пораза социјалистичке револуције у Мађарској 1919. године, вратио се у Црну Гору. У занатској школи у Даниловграду, где је радио као инструктор столарског заната, почео је да окупља људе око себе. Ту је од радника и ђака формирао прву партијску организацију тек основане Комунистичке партије Југославије, у овом делу Црне Горе.
За време доношења Обзнане, Петко Милетић се није предао, већ је започео оружани отпор жандармима и тада је проглашен за комунистичког одметника. По споразуму КПЈ и власти 1924. године око враћања свих комунистичких одметника из шума, Милетић се вратио из илегале.
Године 1926. отишао је заувек из Црне Горе у Београд где је радио у илегалној партијској штампарији. Убрзо је отишао у Москву и уписао се на КУНМЗ (Комунистички универзитет националних мањина Запада). Након студија, отишао је по задатку Коминтерне 1927. године у Монголију и Кину да помогне развоју комунизма. Тамо се први пут срео са будућим вођама радничког покрета Мау Цедунгом, Улан Батором и Ким Ил Сунгом.
По повратку са далеког Истока, Коминтерна га је послала у Дрезден да учествује у раду Четвртог конгреса КПЈ. Коминтерна је изабрала Милетића у Централни комитет КПЈ, а ускоро и у Политбиро ЦК КПЈ и поставила га за организационог секретара ЦК КПЈ. На том положају је био други човек после Милана Горкића и његов будући наследник.
По задатку Коминтерне, у мају 1932. године отишао је у Краљевину Југославију да појача тамошње руководство. Дошао је у Суботицу где га је на превару ухапсила полиција и спровела у Београд. У Главњачи су га саслушавали тадашњи полицајци Светозар Вујковић и Бошко Бећаревић. Милетић није открио ништа, па је после неколико дана против њега организован судски процес.
Суђење Петку Милетићу је почело 9. маја 1933. године у Београду. Бранио га је познати београдски адвокат Бора Продановић. Милетић је аргументовано одбијао све тачке оптужнице и исказе сведока. Суд за заштиту државе га је осудио на шест година робије које је провео У Лепоглави и Сремској Митровици.
За време робије у Лепоглави упознао се са будућим секретаром КПЈ Јосипом Брозом Титом, а у Сремској Митровици са Мошом Пијадом, Милованом Ђиласом и другима. За време робије у Сремској Митровици, комунистичко руководство се поделило на два дела. Прво је прихватало ставове Петка Милетића и називано је „Петковштина“, а некад и „Милетићевци“, док је друго држало линију Јосипа Броза Тита.
За време робије у Митровици, у Барселони је био у пуном јеку грађанског рата у Шпанији, средином 1937. године, одржан Барселонски конгрес КПЈ, на коме је одлучено да се за новог секретара КПЈ постави Петко Милетић, пошто је било јасно да ће Горкић бити смењен.
Након изласка Јосипа Броза из затвора, он је око себе окупио своје некадашње сараднике и обновио КПЈ која је одлуком Коминтерне по ликвидацији Горкића званично била укинута. На састанку привременог руководства у Бохињској Бистрици, одржаном од 15. до 18. марта 1939) искључени су из партије: Петко Милетић, Лабуд Кусовац, Иван Марић, Вицко Јеласка и Иво Баљкас.
Петко Милетић је тада осуђен као фракционаш, петоколонаш и разбијач КПЈ.
Поред тога, наведено је да је Милетић под батинама признао Специјалној полицији и одао многе чланове КПЈ који су потом ухапшени. Отада је термин „Милетић“ у комунистичком индексу значио фракционаштво и издајство.
По изласку са робије, јуна 1939. године, Милетић је протеран у село Слатина, код Вучитрна, где су тада живели његова браћа и мајка. Петко је 5. јула, илегално преко Истанбула, кренуо у Совјетски Савез, у који је стигао тек 25. септембра.

### Контроверзе око смрти
Према наводима Јосипа Копинича, које је користила каснија југословенска историографија, ухапшен је и, на захтев руководства КПЈ, по кратком поступку стрељан крајем 1939. године.
Према наводима, Главног војног тужилаштва у Москви, Петко Милетић је ухапшен 5. јануара 1940. године и 21. септембра исте године осуђен на осам година затвора, а умро је 27. јануара 1943. за време издржавања казне.
Као жртва Стаљиновог режима, Петко Милетић је рехабилитован 27. октобра 1988. године.